# Прачечный переулок (Санкт-Петербург)
Пра́чечный переулок — переулок в Адмиралтейском районе Санкт-Петербурга. Проходит от набережной реки Мойки до улицы Декабристов.

## История названия
20 августа 1739 года присвоено наименование Дровяной переулок, связано с существовавшими здесь в XVIII веке на берегу реки Мойки общественных бань и прачечных.
С 1769 года встречается название Пратчишный переулок. Далее название видоизменялось: Прачкин переулок, Прачешный переулок. С 1912 года употребляется название Прачечный переулок.

## История
Переулок возник в первой половине XVIII века.

## Достопримечательности
- Почтамтский мост.
- № 1 — усадьба И. Г. Чернышева (графа А. П. Шувалова).  781721301120005
- № 2 (наб. реки Мойки, дом 86-88, литера А) — дом архитектора О. Монферрана (Я. В. Ратькова-Рожнова)[2].  781510244380006
- № 6 — здание типографии и издательства Брокгауз—Ефрон, было построено в 1890 году по проекту архитектора Александра Максимова[3][4][5]. В советские годы в доме работала Ленинградская типография № 8 Главполиграфпрома[3]. После распада СССР здание использовалось под офисы, к 2014 было заброшено и стремительно ветшало. В 2020-м дом приобрёл «Культурный центр „Братислава“», новый собственник решил реконструировать здание и открыть в нём гостиницу[6]. Проведённая КГИОП экспертиза подтвердила охранный статус дома, однако в предмет охраны включили только стены лицевого корпуса на уровне 1-3 этажей[7], дворовые корпуса в него не вошли[8]. Собственник здания уверяет, что реконструкция будет проводиться без сноса[7]. В октябре 2022 года проект реконструкции был запрошен Следственным Комитетом в рамках уголовного дела о превышении полномочий чиновников КГИОП[9]. Тем временем, во дворе здания незаконно ведутся строительные работы, которые уже привели к повреждению въездной арки[10].